# Фролишня
Фролишня — река в России, течёт по территории Лешуконского района Архангельской области. Левый приток реки Четлас.
Длина реки составляет 18 км.
Исток реки находится в болоте Фроловское. Генеральным направлением течения является север — северо-восток. Впадает в Четлас на высоте 197 м над уровнем моря.

## Данные водного реестра
По данным государственного водного реестра России относится к Двинско-Печорскому бассейновому округу, водохозяйственный участок реки — Мезень от истока до водомерного поста у деревни Малонисогорская. Речной бассейн реки — Мезень.
Код объекта в государственном водном реестре — 03030000112103000044848.